# Marianne Berglund
Marianne Berglund (* 23. Juni 1963 in Boliden) ist eine ehemalige schwedische Radsportlerin und Straßen-Weltmeisterin.
Marianne Berglund war die überragende Radsportlerin Schwedens in den 1980er Jahren. Ihre Karriere begann mit dem Gewinn der schwedischen Junioren-Meisterschaft auf der Straße im Jahre 1978. Bis 1992 konnte sie elfmal den nationalen Titel im Einzelrennen wie auch im Mannschafts-Zeitfahren erringen.
1983 wurde Marianne Berglund Weltmeisterin im schweizerischen Altenrhein SG. 1994 trat sie vom aktiven Radsport zurück.